# Stade Océane
O Stade Océane é um estádio multiúso localizado em Le Havre, comuna francesa na região administrativa da Normandia, na França.
O estádio foi finalizado em 2012 e pode receber público de até 33 mil pessoas. É utilizado principalmente para os jogos do Le Havre AC, que disputa a Ligue 2.